# Gino Meschiari
Gino Meschiari (Firenze, 16 agosto 1884 – Pisa, 1º dicembre 1947) è stato un avvocato e politico italiano.

## Biografia
Vive negli anni giovanili a Pisa, dove attende gli studi fino al diploma, quindi si trasferisce a Bologna, dove nella locale università si laurea in giurisprudenza. Alla professione di avvocato abbina ben presto la vita politica. Milita inizialmente nel partito repubblicano, per il quale si presente nel collegio di Pisa non risultando eletto. 
Combatte nella prima guerra mondiale nelle file dei bersaglieri. Cessate le ostilità riprende l'attività politica nelle file repubblicane e nel 1919 si candida nelle file del Blocco socialista, riformista, repubblicano e combattente, venendo eletto. L'anno successivo lascia il partito dopo un inasprimento dei rapporti che dura dalla metà del 1918, il culmine del quale è la partecipazione a una commemorazione dell'Impresa di Fiume. 
Dopo l’allontanamento dal gruppo repubblicano si avvicina alle posizioni di Mussolini. Dopo il delitto Matteotti, infatti, aderisce al Partito Nazionale Fascista e rimane fedele al regime fino all’ultimo: dall’ottobre 1943 fino all’aprile 1944 è il delegato della Rsi in Toscana.
Finita la guerra viene arrestato e rimane in carcere per un breve periodo.